# Вилађо Ђема (Л'Аквила)
Вилађо Ђема (итал. Villaggio Gemma) је насеље у Италији у округу Л'Аквила, региону Абруцо.
Према процени из 2011. у насељу је живело 21 становника. Насеље се налази на надморској висини од 476 м.